# Eukoenenia valencianus
Eukoenenia valencianus es una especie  de arácnido palpígrado de la familia Eukoeneniidae.

## Distribución geográfica
Es endémica del este de la península ibérica (España).